# Красин, Андрей Капитонович
Андре́й Капито́нович Кра́син (12 мая 1911, Томск, Российская империя — 28 марта 1981, Минск, Белорусская ССР, СССР) — советский физик. Академик АН БССР (1960). Директор Физико-энергетического института (1956—1959), директор Института энергетики АН БССР (1965—1977). Лауреат Ленинской премии (1957).

## Биография
Андрей Красин родился 12 мая 1911 года в Томске. Мать — Надежда Алексеевна (урождённая Монякова) — известный в Томске педагог, преподавала в Мариинской женской гимназии, Томском политехническом институте.
После окончания физико-математического факультета Томского государственного университета в 1934—1940 годах работал в Сибирском физико-техническом институте и одновременно преподавал в Томском университете (ассистент, старший преподаватель, доцент). Участник Второй мировой войны. В 1945 году работал в лаборатории И. В. Курчатова. С 1946 по 1961 год работал в Физико-энергетическом институте в Обнинске, в 1956—1959 годах был его директором.
Доктор физико-математических наук.
9 мая 1954 года совместно с Б. Г. Дубовским под руководством И. В. Курчатова запустил Обнинскую АЭС, в этот день реактор впервые достиг критического состояния.
От Курчатовского института присутствовал М. Е. Минашин.
В 1961 году переехал в Минск, где до 1965 года возглавлял отделение атомной энергетики Института энергетики АН БССР, а в 1965—1977 годах был директором этого института. Одновременно в 1962—1969 годах был академиком-секретарём Отделения физико-технических наук АН БССР. В 1969—1980 годах — член Президиума АН БССР. С 1977 года — заведующий лабораторией водородной энергетики Института тепло- и массообмена АН БССР.

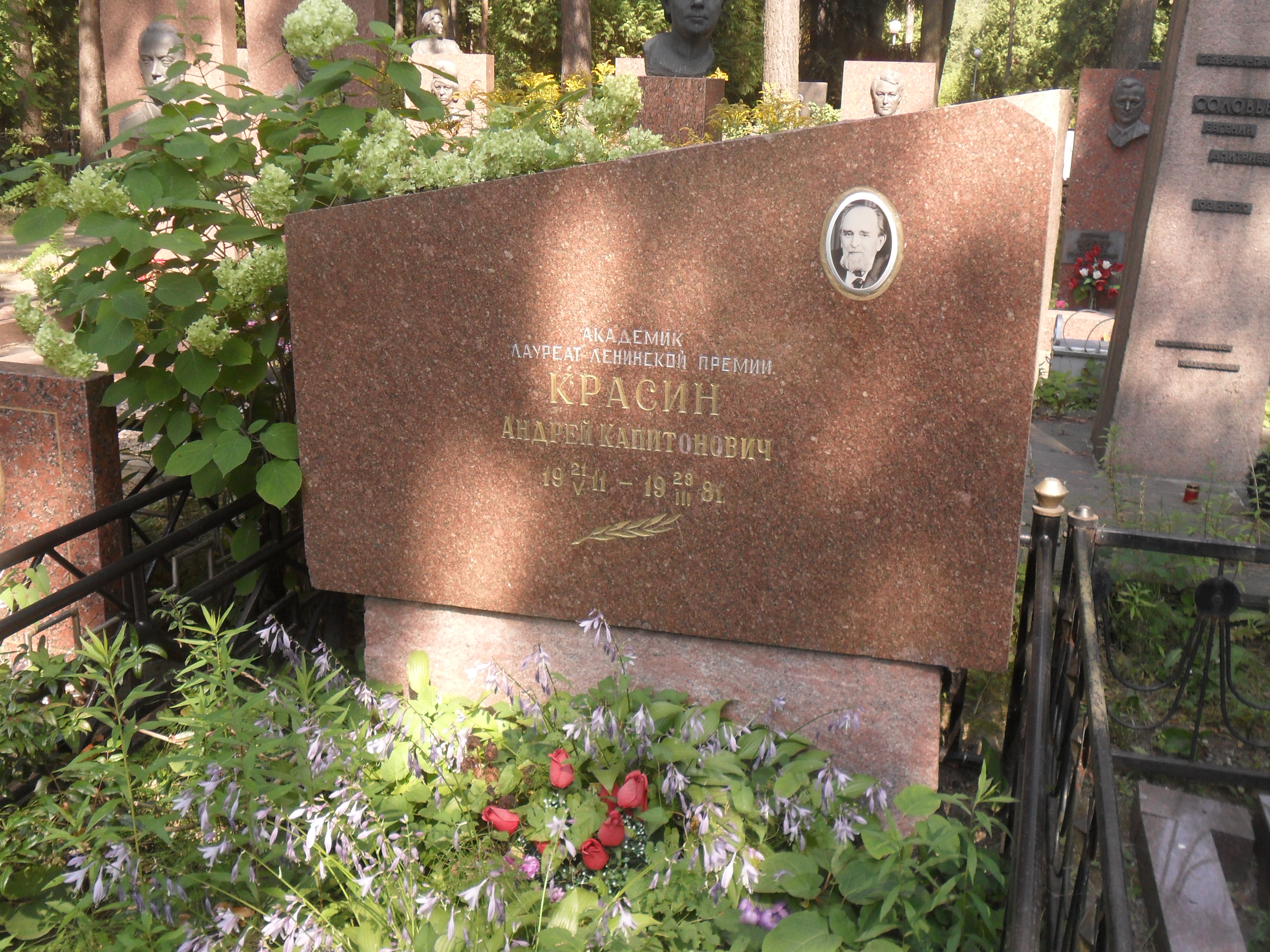
Могила Красина на Восточном кладбище Минска

Умер в Минске, похоронен на Восточном кладбище.

### Семья
- Мать — Надежда Алексеевна Красина (урождённая Монякова, 1882—1972), учительница математики, преподавала в средних и высших учебных заведениях Томска.

## Научная деятельность
В 1957 году был награждён в составе группы учёных Физико-энергетического института Ленинской премией за участие в создании первой в мире Обнинской АЭС. Участвовал как научный руководитель в разработке передвижной атомной электростанции ТЭС-3 и в разработке реакторов с ядерным перегревом для пара для Белоярской АЭС. Руководил разработкой научно-технических основ использования диссонирующих газов — принципиально новых теплоносителей в ядерной энергетике. Создал новое научное направление — использование ядерных излучений для осуществления радиационно-химических процессов и радиационной модификации материалов.

## Критика
Г. И. Марчук, занимавшийся в Физико-энергетическом институте численными методами расчёта атомных реакторов, деятельность Красина на посту директора института и его последующую работу по тепловым АЭС оценивал негативно:
 …Конечно, жизнь в Обнинске не была безоблачной. В Физико-энергетическом институте образовались два научных направления — реакторные системы на тепловыx нейтронах и системы с более «жесткими» спектрами на промежуточных нейтронах. Руководителем первого направления был директор института Андрей Капитонович Красин. К сожалению, он не вникал в глубину проблемы, столь сложной для того времени. Группа приближенных к нему ученых, достаточно компетентных, экспериментировала, считала, проектировала. Конечно, кругозор А. К. Красина был достаточен, чтобы видеть проблему в целом, но глубокого следа в науке он так и не оставил. Однако он обладал большими амбициями и довольно ревниво относился к другим направлениям. Между тем ему и его сотрудникам удалось спроектировать несколько тепловых АЭС, но значительная часть работ была выполнена в конструкторском бюро академика Н. А. Доллежаля.

## Награды и премии
- Орден Ленина (1958)
- Орден Октябрьской Революции (1971)
- Орден Отечественной войны II степени (1945)
- Ленинская премия (1957)
- Золотая медаль имени С. И. Вавилова (1974)

## Память
В честь А. К. Красина в Заводском районе Минска названа улица Академика Красина.